# Kliszów (Basse-Silésie)
Pour les articles homonymes, voir Kliszów.
Kliszów est une localité polonaise de la gmina de Rudna, située dans le powiat de Lubin en voïvodie de Basse-Silésie.

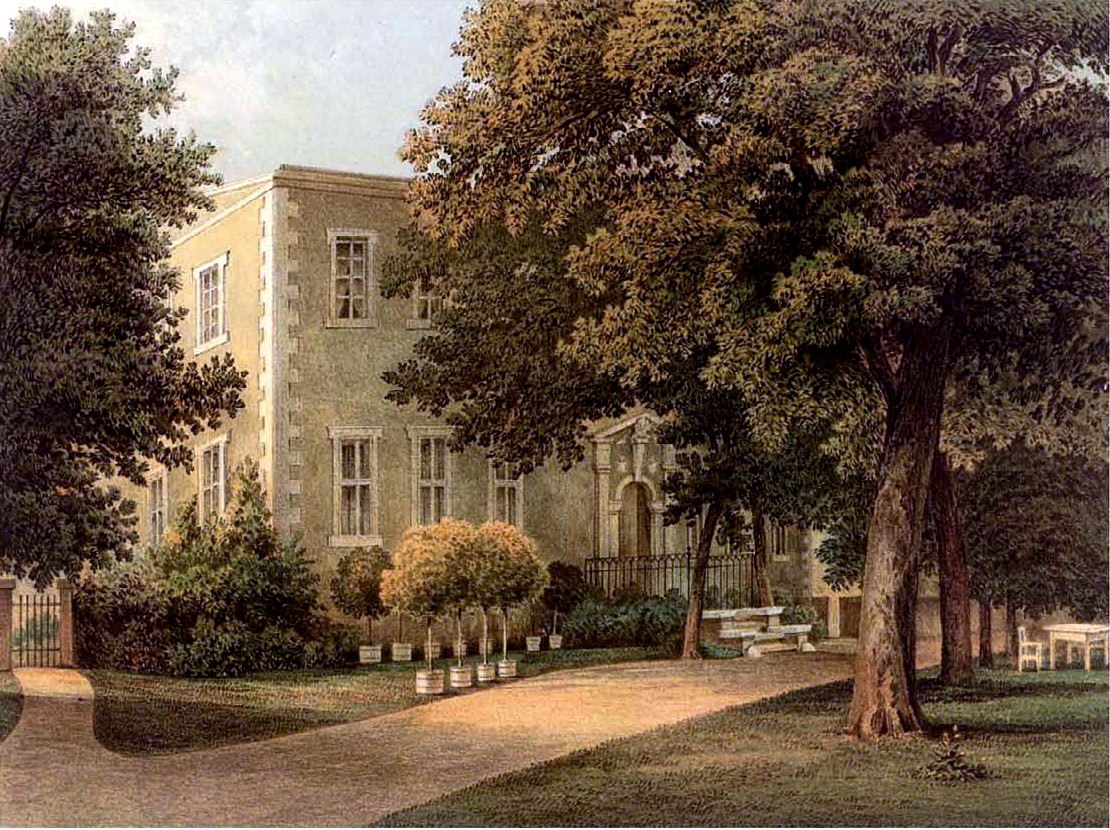
Palace Klieschau,Alexander Duncker